# Iris florentina
Il giaggiolo bianco o giglio fiorentino (Iris florentina L., 1759) è una pianta della famiglia delle Iridacee.

## Descrizione
Linneo inserisce  l’Iris florentina nel Systema Naturae del 1759, approfondendone la descrizione poi nello Species Plantarum del 1762 e definendola come caratterizzata da “caule foliis altiore subbifloro, floribus sessilibus” (caule più alto delle foglie, con pochi fiori, da 1 a tre; con fiori sessili). In pratica l’Iris florentina presenta fra i suoi caratteri distintivi principali un'infiorescenza semplicissima, non ramificata, con 2 o 3 fiori non pedicellati (solo quello posto più in basso sull'asse fiorale può essere scarsissimamente pedicellato). Per quanto riguarda il fiore dell’Iris florentina esso è descritto da Linneo come integralmente bianco, con le lacinie superiori piuttosto dritte e gli stigmi petaloidei anch'essi dritti e poco dentellati. I fiori dell’Iris florentina oltre ad essere di color bianco candido, sono caratterizzati infatti dall'avere le lacinie del perigonio di forma allungata, il che conferisce al fiore un aspetto slanciato ed elegante. In particolare le lacinie superiori sono di forma allungato-ellittica, quelle inferiori allungate e spatolate.
Una descrizione dell’Iris florentina assai approfondita, in cui vengono definite accuratamente anche le particolarità del fiore di questa specie è quella di Filippo Parlatore (Filippo Parlatore; Flora italiana; Firenze, Le Monnier, 1858; pp. 271-274).